# Slag bij New Orleans
De Slag bij New Orleans was een veldslag tijdens de oorlog van 1812 tussen de Verenigde Staten en het Britse Rijk in december 1814-januari 1815, die zich afspeelde in Chalmette nabij New Orleans. In december 1814 ontscheepte de Britse strijdmacht onder bevel van majoor-generaal Edward Pakenham, nabij de monding van de Mississippi. In het begin kwamen zij slechts enkele vrijschutters op hun weg tegen. Ingedekt door troepen van de boekanier Jean Lafitte installeerden de Amerikanen onder bevel van Andrew Jackson zich in verdedigende positie in Chalmette op 8 km van New Orleans. De voorpost bereikte hen op 1 januari en er vond een artilleriegevecht plaats. Pakenham besloot te wachten op de rest van zijn leger om aan te vallen.
Op 8 januari gaf Pakenham het bevel tot 3 aanvallen die teruggeslagen werden en leed daarbij grote verliezen. Pakenham zelf raakte bij de derde aanval dodelijk gewond. De Britten vochten moedig, maar het ontbrak hen aan ladders waarmee zij de versterking konden beklimmen. Zij werden een makkelijk doelwit en uit vrees voor nieuwe Amerikaanse troepen trokken zij terug. Op de andere oever behaalden de Britten een gemakkelijke overwinning.

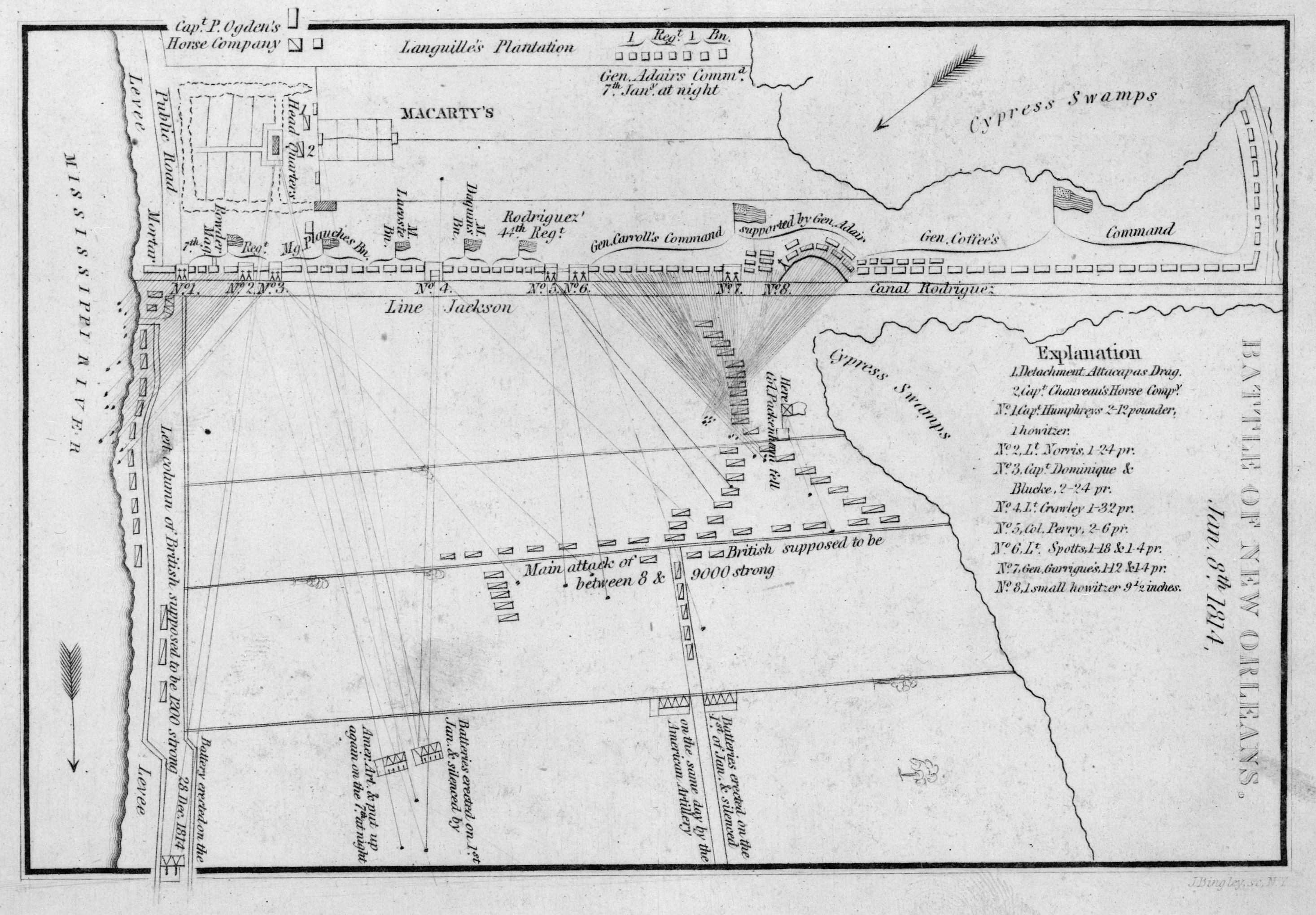

De Britten hadden ruim 2000 man verloren tegenover 314 voor de Verenigde Staten.
Zonder dat de strijdende partijen het wisten, was de oorlog officieel beëindigd voordat de slag begon. De vrede van Gent was immers al op 24 december 1814 ondertekend. Toch had de slag historische gevolgen. Als de Engelsen een sleutelpositie verkregen hadden over New Orleans, dan zou hun positie tijdens vredesonderhandelingen zijn versterkt. Zeker is dat de overwinning in de Verenigde Staten met veel weerklank gevierd werd en de latere president Andrew Jackson erdoor de reputatie van held verwierf.

## Nationaal Park
Een deel van het terrein van de veldslag is beschermd als een Nationaal Historisch Park, het Chalmette Battlefield.

## In populaire cultuur
- The Buccaneer is een film uit 1938 van Cecil B. DeMille die het verhaal vertelt van de betrokkenheid van Jean Lafitte (Fredric March) bij deze slag.
- In 1958 regisseerde Anthony Quinn de gelijknamige film The Buccaneer, een sterk gefictionaliseerde versie van de feiten met Yul Brynner als Jean Lafitte en Charlton Heston als Andrew Jackson.
- The Battle of New Orleans is een lied geschreven door Jimmy Driftwood in 1936. Het lied beschrijft de Slag bij New Orleans, op humoristische wijze, vanuit het perspectief van een Amerikaanse soldaat. Het is door veel artiesten opgenomen, maar wordt het vaakst geassocieerd met Johnny Horton. Zijn versie uit 1959 werd een nummer 1-hit in de Billboard Hot 100.